# Eustaquio Sosa
Eustaquio Sosa (La Charqueada, Treinta y Tres; 2 de mayo de 1939 - Montevideo, 3 de noviembre de 2018) fue un poeta, compositor y guitarrista uruguayo.

## Biografía
Su actividad literaria comenzó a corta edad con la composición de poesías, único género que cultivó toda su vida.
Junto a Oscar Prieto realizó investigaciones sobre el origen del canto criollo y la guitarra en Uruguay, lo cual lo lleva a brindar distintas charlas en centros de enseñanza. Distintos artículos suyos fueron publicados en diarios y revistas montevideanas.
Edita su primer libro de poesías Más allá de los grillos, Puerto Charqueada y otros pájaros, por el cual logró reconocimiento en varios países del cono sur.
Su actividad discográfica, iniciada en 1962 con la edición de un álbum para el sello Sondor, abarca cinco discos, nueve casetes y la participación en una treintena de obras colectivas.

## Discografía

### Solista
- El guitarrero (Macondo GAM 545)
- Esposa (Clave 32-1070. 1975)
- Casi grillos (junto al Dúo Señero. Orfeo, 1981)
- 25 años de canto (Sondor 84302. 1983)
- La santa federación (Sondor. 1986)
- Antología (Sondor 84603. 1989)
- Canción para volar con mis hermanos (Sondor 8204.2. 2002)
- Lejos de Treinta y Tres (Sondor 8320.2. 2009)

### Colectivos
- Folklore Oriental (junto a Washington Carrasco, Tabaré Etcheverry y Víctor Pedemonte. Macondo GAM 607. 1974)
- Hoy Más Que  Nunca Saravia (junto a Cacho Labandera, Juan Carlos López y Arazá. La Batuta LBC 011. 1984)